# Poetenes Evangelium
Poetenes Evangelium è il primo album da solista di Morten Harket; tutto in lingua norvegese. Tratta esclusivamente temi biblici.

## Formazione
- Morten Harket: voce

## Altri Musicisti
- Kjetil Bjerkerstrand: tastiere
- Frode Alnæs: chitarra
- Per Hillestad: batteria
- Berit Værnes: violino
- Øyvor Volle: violino
- Bjørg Værnes Oslo Kammerkor
- Kjetil Saunes

## Tracce
1. Natten – 3:16
2. Hymne Til Josef – 5:03
3. Salome – 3:48
4. Elisabet Synger Ved Johannes Døperens Død – 3:22
5. Fra Templet – 2:44
6. Hvor Krybben Stod – 3:15
7. Rytteren – 3:02
8. Sviket – 3:55
9. Påske – 4:02
10. Den Fremmede – 3:30
11. Den Fremmede Taler Til Mennesket – 3:47
12. Engelen – 3:58